# Iglesia de San Francisco de Asís (Santa Cruz de La Palma)
La parroquia de San Francisco de Asís es un templo religioso de culto católico y sede parroquial en la ciudad de Santa Cruz de La Palma (Canarias, España). 

## Características
Este templo fue en origen un convento Franciscano y es considerada como la segunda parroquia más importante de la ciudad de Santa Cruz de La Palma, tras la Parroquia Matriz de El Salvador. En esta iglesia se encuentra la imagen del Señor de la Piedra Fría, venerado bajo el título de Señor de La Palma y que es la imagen más venerada de la ciudad.

## Historia
Es una iglesia de estilo renacentista, perteneció al Real Convento de la Inmaculada Concepción. Dicho convento fue fundado tras la finalización de la conquista de la isla de La Palma. Tras las desamortizaciones en el siglo XIX y después de varias reformas, el templo acabó convirtiéndose en una parroquia. 
La capilla del Señor de la Piedra Fría, construida en 1565, tiene una cúpula octogonal con techumbre mudéjar sobre planta cuadrada. Hoy en día el monasterio alberga el Museo Insular Convento de San Francisco con obras de arte como el grupo escultórico flamenco de Santa Ana, la Virgen y el Niño (siglo XVI). Otras imágenes importantes del templo son la Inmaculada Concepción, flamenca del siglo XVI y San Francisco de Asís, sevillana del siglo XVII.

## Galería fotográfica

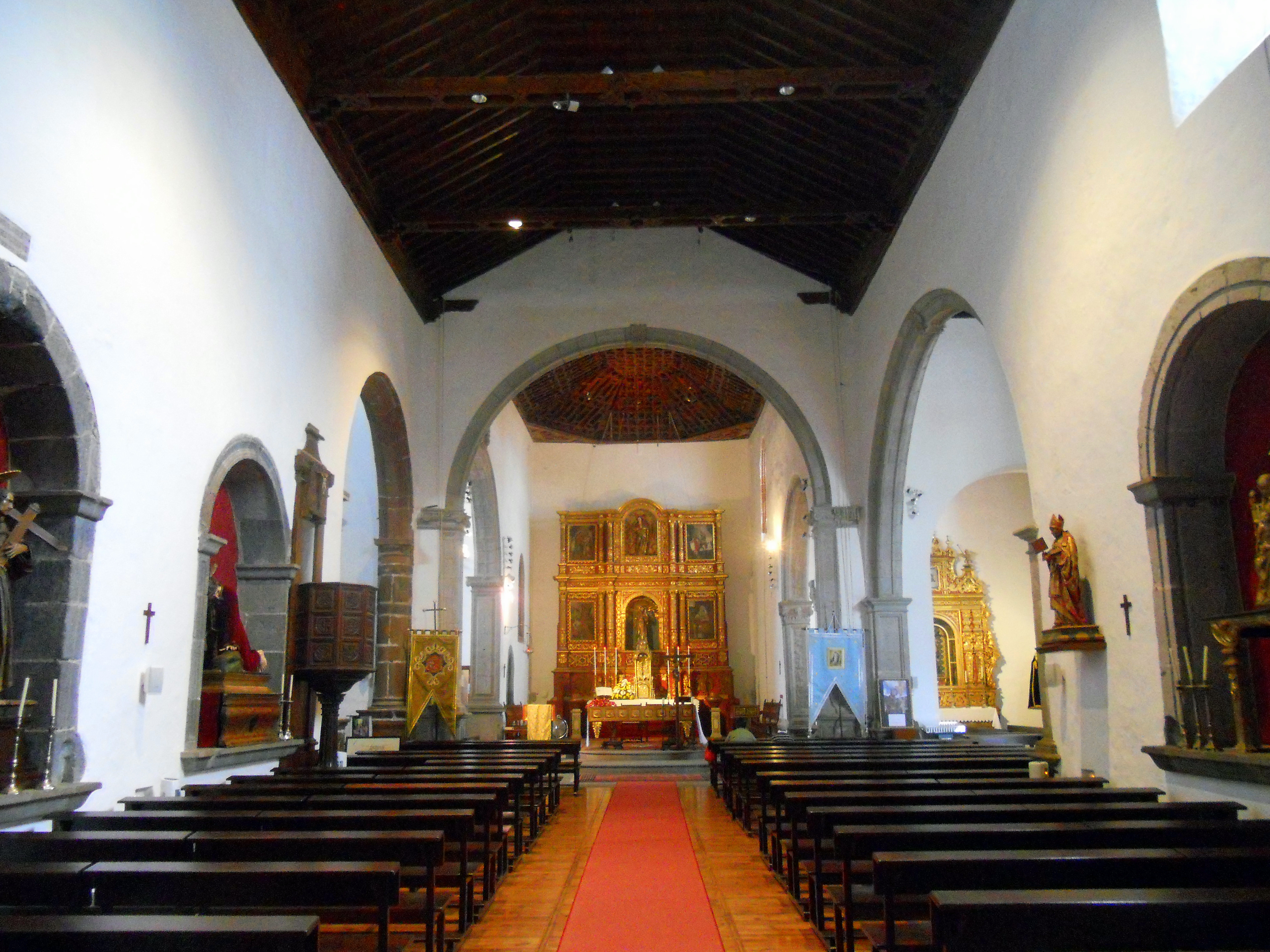
Interior de la Iglesia de San Francisco
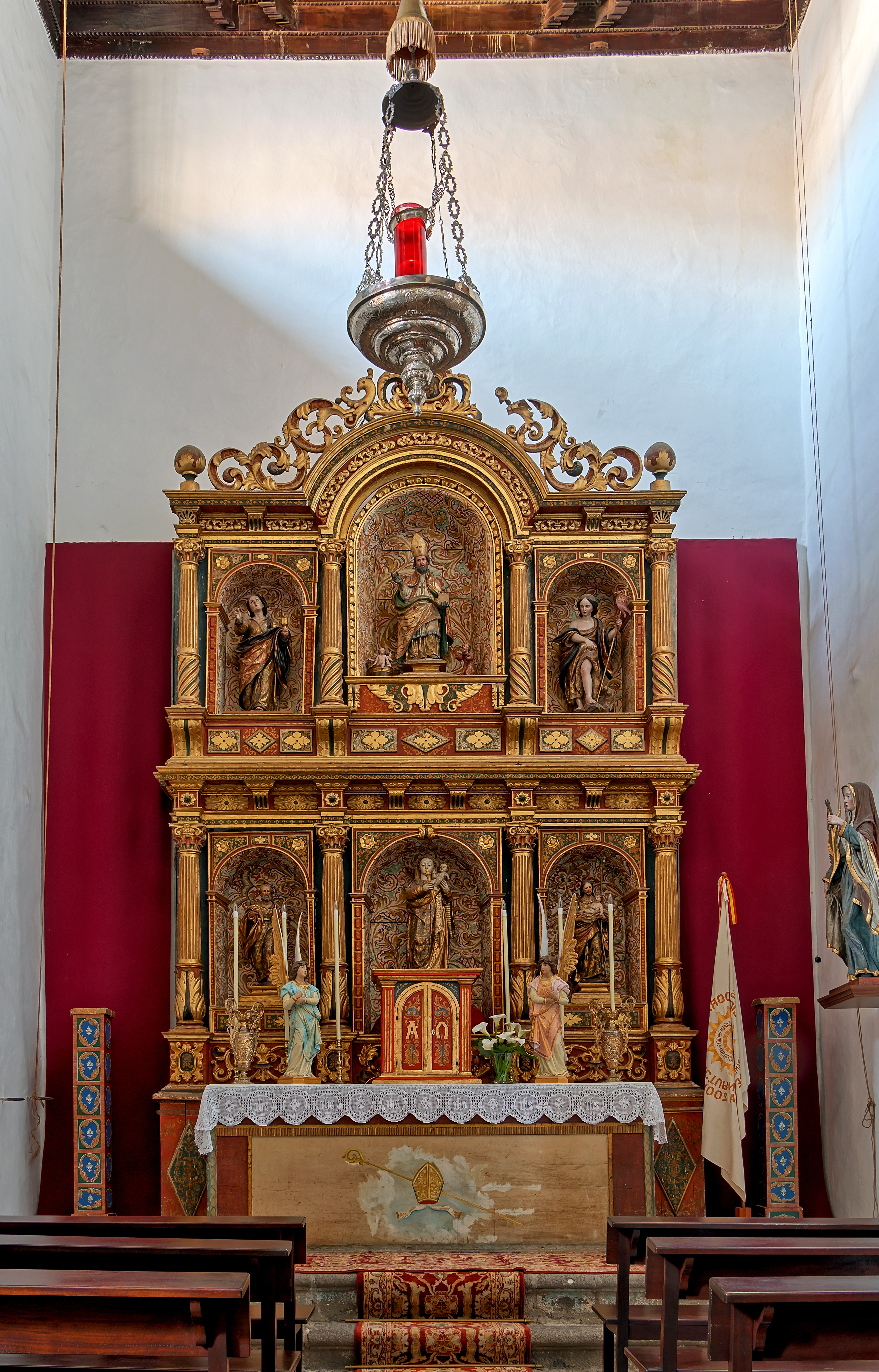
Capilla de San Nicolás
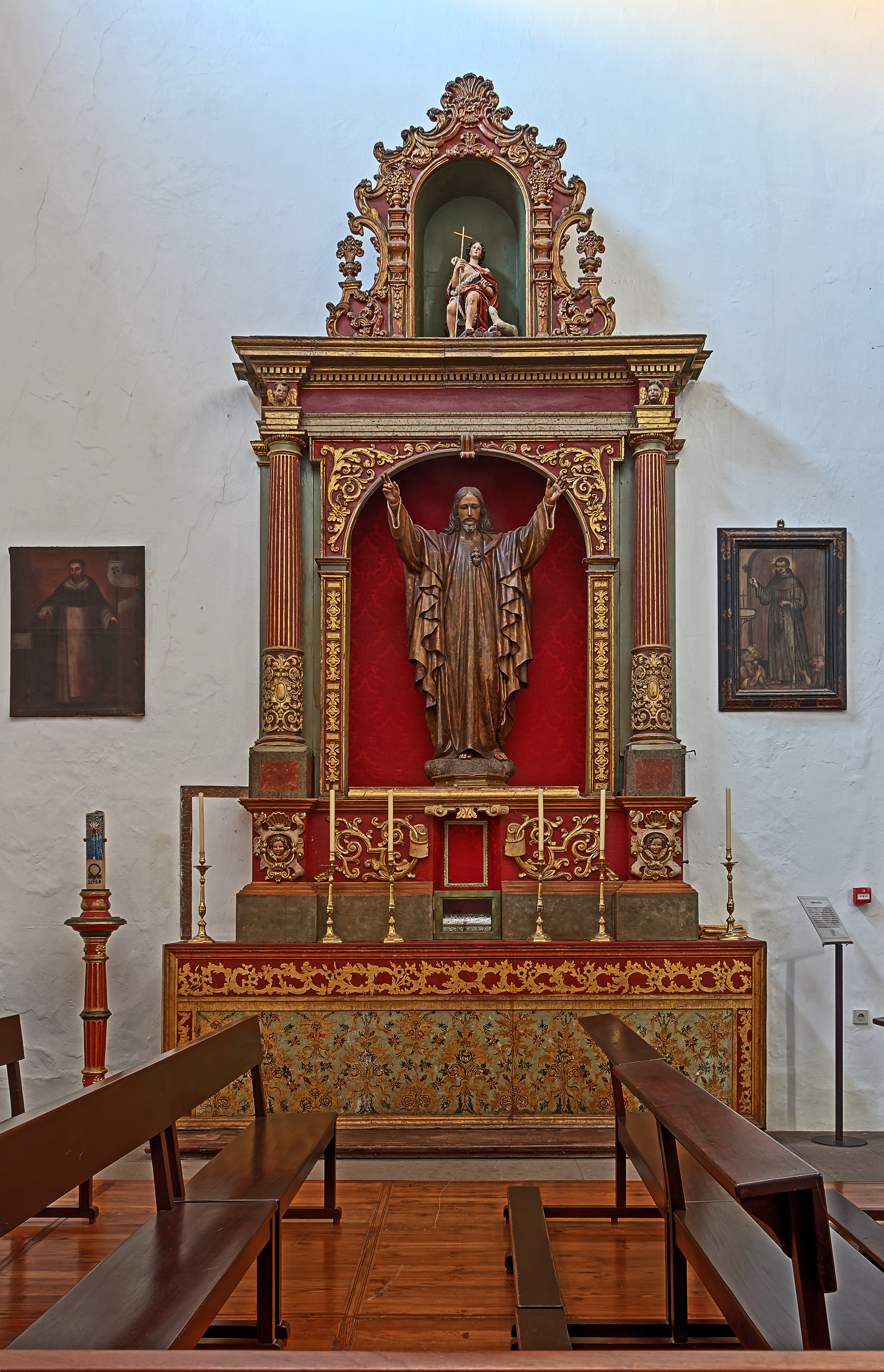
Capilla de la Plata
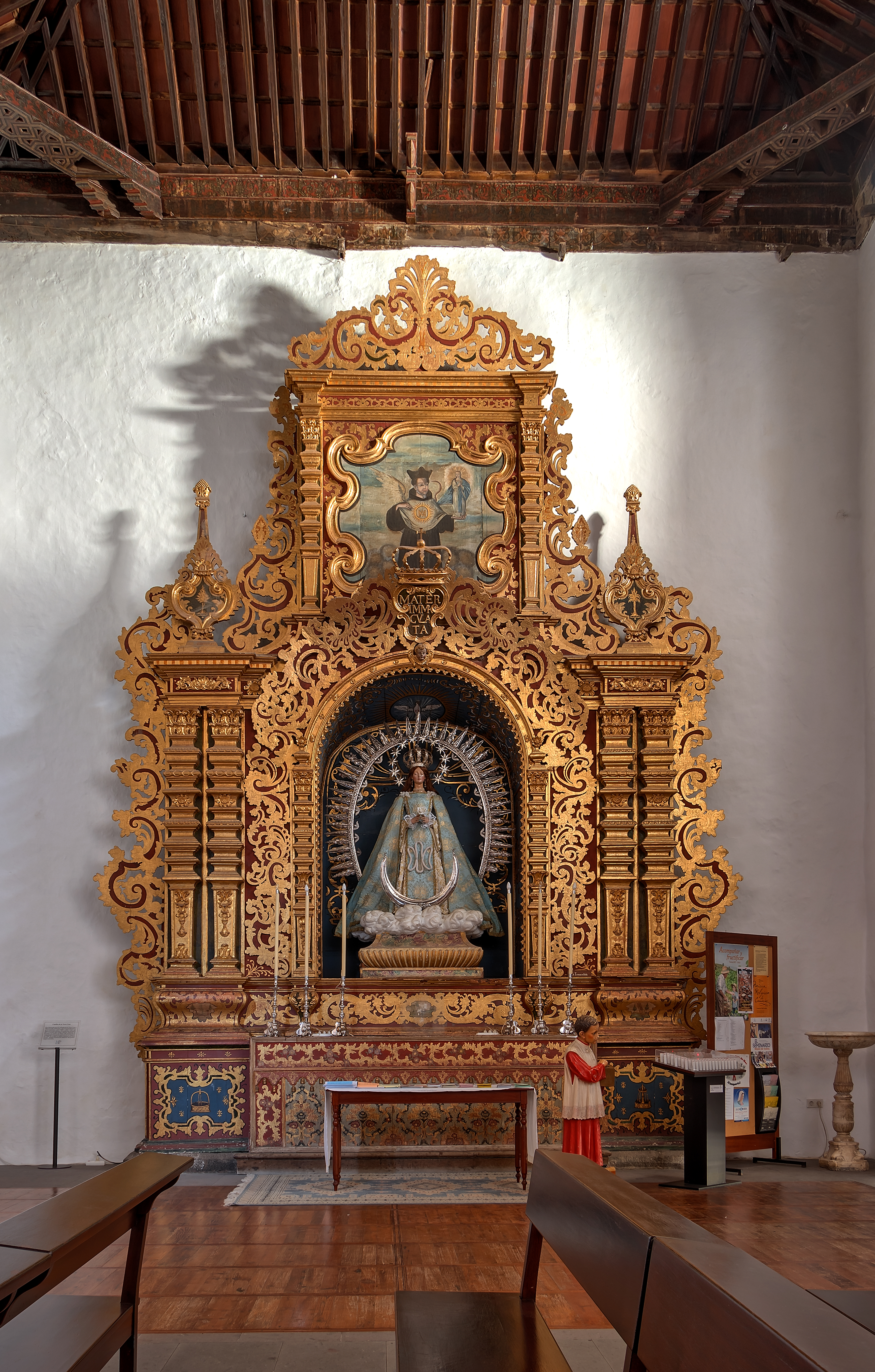
Capilla de la Vera Cruz, presidido por la imagen de la Inmaculada Concepción
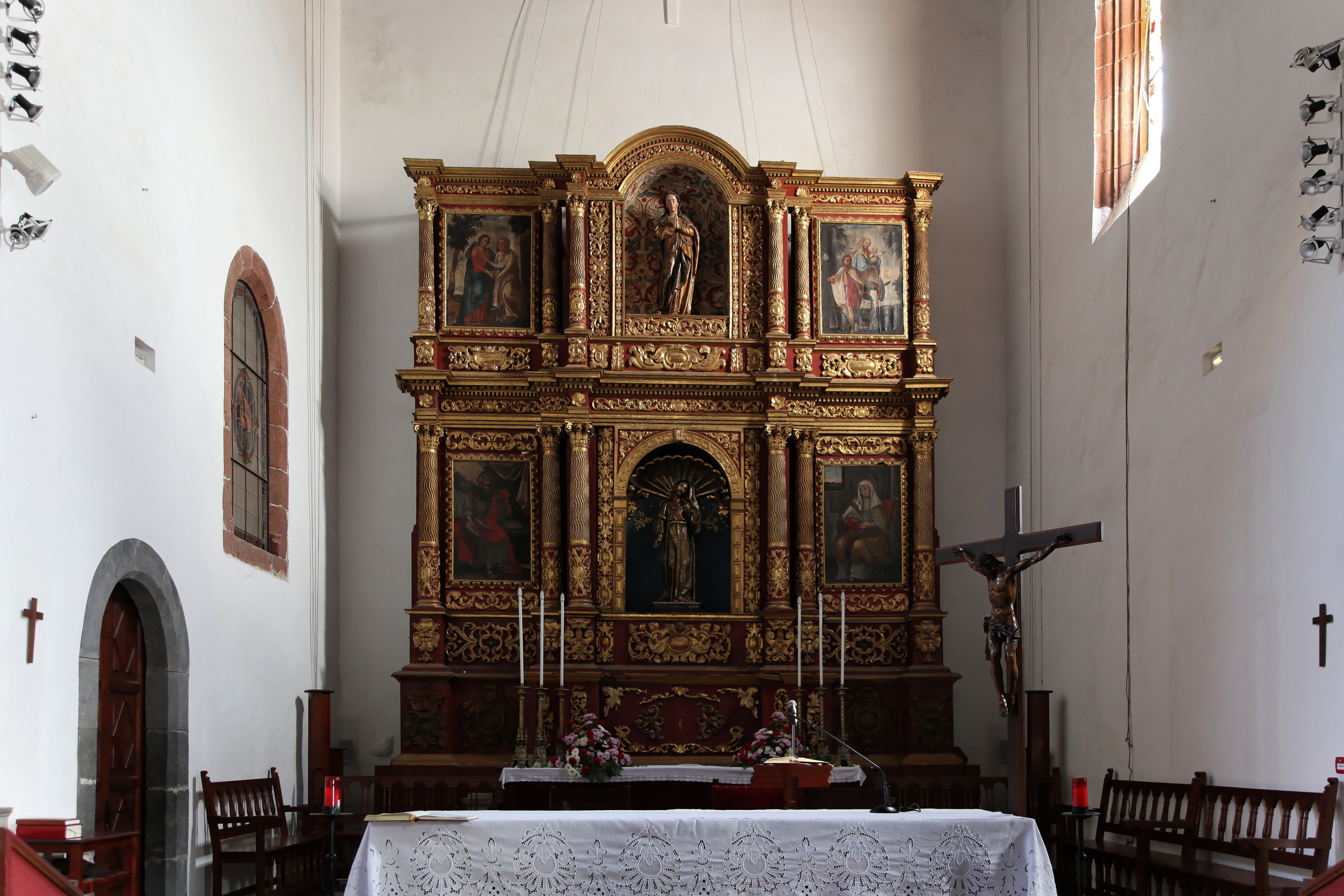
Capilla de San Francisco
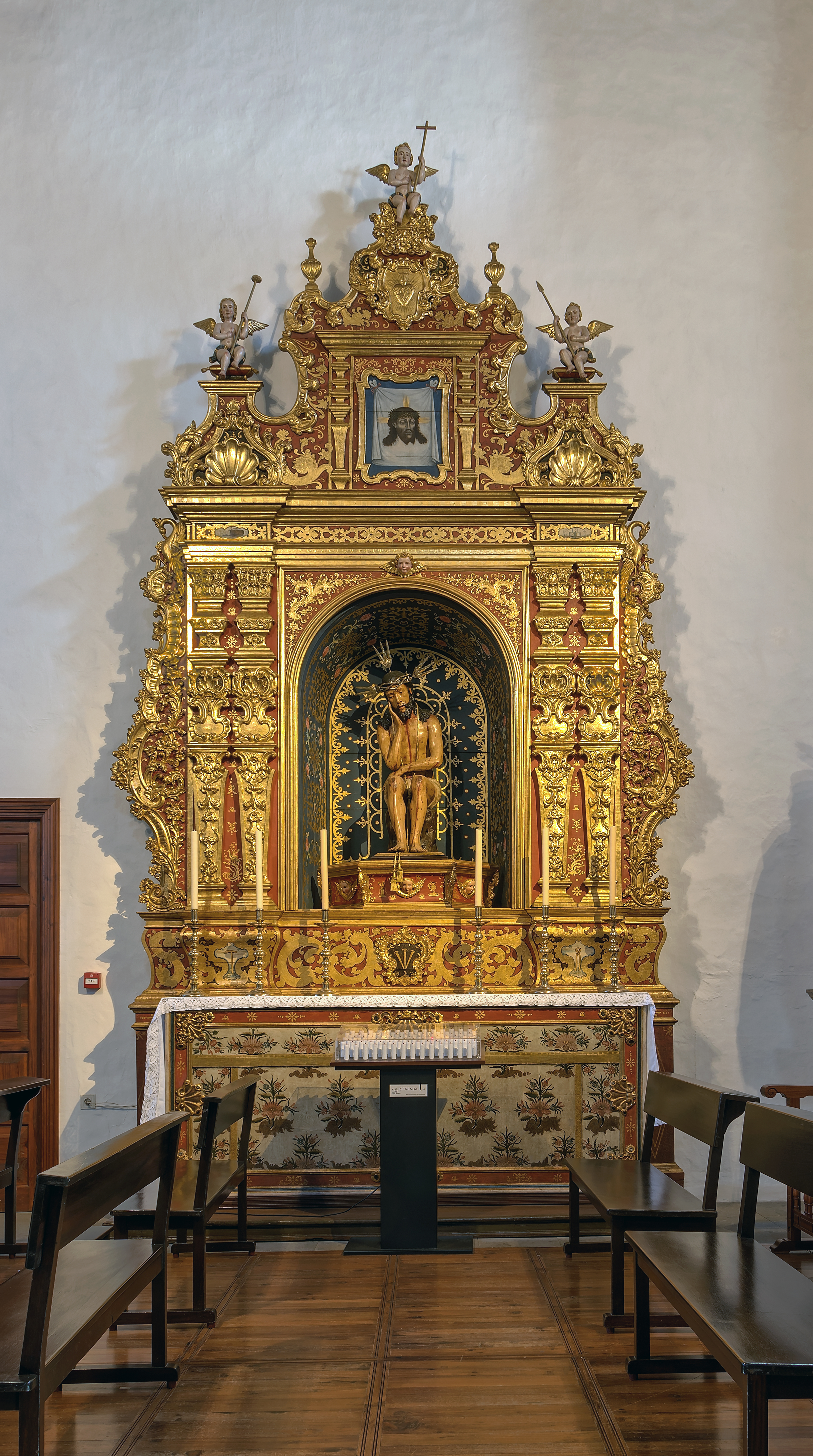
Capilla de Montserrat o del Señor de la Piedra Fría